# さようなら女達
『さようなら女達』は、大島弓子による日本の漫画作品。『JOTOMO』（小学館）に1976年9月号から4回にわたって連載された。単行本は全1巻（小学館、フラワーコミックス）。
作者曰く、自分の考えていたテーマを十分表現しきれなかった作品であるとのこと。また、現在命名するなら、「さようなら」ではなく、「こんにちは女達」としたのではないか、とも述べている。

## あらすじ
館林毬は、漫画家を目指す女子校生。心臓の弱い母親と、医者の父親とともに暮らしており、少し前に母親同様に心臓の弱い兄を亡くしている。息子のこともあり、娘が漫画に没頭する様を心配した父親は、このままでは母親に与えるストレスも大きいと毬を非難し、娘が漫画コンテストで第一席をとったら漫画家の進路を認める、落選したら漫画家への道を諦める、という賭けをさせる。毬は親に内緒で完徹し、授業中に内職をして何とか原稿を完成させるが、最後のページを落としてしまう。その際に毬を助けてくれたのは、数学の教師、植草であった。知り合いを通じて原稿を出版社に届けると約束した植草の言葉を聞いて安心し、同時に植草への思慕の念を昂揚させていく毬であったが、同級生のクラスの副委員長、海棠茗は、毬の原稿を人間への冒瀆であり、こんなものが佳作に通ったら、貴方の描いている作品を軽蔑すると宣告する。

## 登場人物
館林 毬（たてばやし まり）
主人公。16歳。N県立N女子高等学校の2年B組の生徒。ショートヘアーで天然パーマの髪型をしている。デリケートで根性的で、真面目でどじなところがあり、ひたむきな粗忽さを持ち、早とちりや出遅れのところもあり、若干テンポをずらし加減で周辺の出来事に対応するところもあり、自信ありげで多弁でありながら、自己嫌悪に搦め捕られて口ごもり、人付き合いに奧手なようで、自己づきあいにはませており、祈ることを知りつつ、祈りには依存できない、といった矛盾した性格面をはらんでいる。
海棠茗の提案でクラス委員長を押しつけられ、雑用係をさせられている。漫画を描くようになったのは、死んだ兄そっくりの絵を描き、吹き出しにセリフをつけてみたら、兄が生き返ったような感じがして一晩泣いたから。漫画に没頭するあまり、両親から心配され、父親と強制的な賭けをする羽目に陥る。植草をモデルに応募作品の登場人物の腰を描き、そのために植草を凝視したため、彼を当惑させるが、応募原稿の最終ページを届けると約束し、子供のように数学の魅力を語る植草の姿に次第に惹かれていく。同時にたまたま最終ページを拾った茗に、クラス委員の業務のこともあって反感を募らせていくが、自身の作品の欠陥に気づき、また茗の真の思いを知り、複雑な気持ちになる。
文化祭の準備をしている際に、婚約者のいる同級生の話を聞き、父親から酒の席の冗談で自分にも婚約者がいると聞き、（漫画家の道を諦める際の逃げ道として）どのような人物かと見に行くが、己の行動を後悔し、逃げ帰る。その帰り道で憧れの漫画家、隅田に出会い、成り行き上、彼女の臨時のアシスタントをすることになる。
毬の兄
故人。マラソンが好きで、スポーツへの夢を諦め切れず、母親同様、心臓が悪いのを承知で、家族に内緒でマラソン大会に出場し、命を落とす。
毬の父
町医者。心臓の弱い妻のことを思い、なおかつ、娘が息子のようにならぬかと心配するあまり、決戦と称して、毬に漫画家の夢をかけた賭けをさせる。その際に睡眠は5時間以上取ること、学業をおろそかにしてはならないとも約束させている（しかし、毬は親にばれないように約束を破っている）。友人の医者、深瀬の二人の息子のうち、次男を婿にして医院を継がせることを酒の席で約束させている。最終的に毬ともう一度決戦をすることになる。
毬の母
心臓が弱く、毬が漫画を描くために徹夜をするたびに、心配している。夫が毬の健康のことも心配していることを娘に告げている。
海棠 茗（かいどう めい）
毬のクラスメートで、クラスの副委員長。ロングヘアーで眼鏡をかけている。毬が委員長になるまでは、彼女が委員長だった。冗談で、多数決ではなくきっかり三票をとった毬を委員長の職を押しつけている。一見、毬をいじめているようであるが、実は彼女には人には言えない秘密があり、応募作品のことを批判したのも、毬のことを心から思ってのことだった。毬の兄から「妹は自分とは違って、夢を実現できるだろう」という言葉を聞かされていた。
植草（うえくさ）
毬の高校の数学の教師で、3年B組の担任。毬に人物の腰の描写のモデルにされる。毬が落とした原稿を届けに東京へゆく。元々は東京育ちで、田舎の学園の教師をした理由は、空気のかぐわしい自然に憧れたから、と毬には語っていた。赴任当時、わざと傘を閉じて走り、泥だらけになったことがある。数学のロマンを語り、毬の描くものと共通するものがあるのではないか、とも語っていた。
深瀬 潮（ふかせ うしお）
酒の席で館林家と深瀬家が毬の婚約者にしていした、深瀬医院の次男坊。高三。漫画家の道を断たれた毬が逃げ道として、彼に会いにゆくのだが、深瀬クリニックが産婦人科であったために、毬が子供をおろそうとしいていると勘違いしてしまう。その後、隅田のアシスタントの疲労により、目の前で倒れこんだ毬を自宅の医院に運ぶ。
隅田（すみだ）
毬の憧れである、有名女性漫画家。現役の大学生でもある。本当は漫画よりも歴史に興味があり、世界史を実際に実地見聞するために資金をためることを目的に漫画を描いている。既に10年以上国外で暮らせる資金を貯めているが、自分の納得のゆくイメージの漫画作品が生まれないため、漫画家をつづけている。
のちに毬の応募した作品を、結末が違っていれば第一席を取れた、と電話で励ます。

## 解説
- 真崎守は主人公の館林毬の特性を際立たせるのは、その性格の具体的な二面性を直截的に表出させるところにあり、アンビヴァレンツな傾向のよってきたものがもたらすものは、極から極へと行き交うゆさぶりであり、彼女が駆け出すのは、両方の眼を見開き、両方の手で胸を覆い、おおった胸の内に秘められた想いが胎内を流れ巡って両方の足に至るときであり、彼女自身もよく駆け出す少女で、その背中にそれまでにすれ違って来た大島弓子作品の登場人物たちの姿が重なって見て、まるで、シャワーを浴び続けるような気分でこの作品を読了した、と語っている。大島弓子という漫画家が生きていることを実感したのはその時だ、と感じたともいう[3]。

## 単行本
- 『さようなら女達』 小学館 、フラワーコミックス、全1巻（1977年11月20日刊）
- 『大島弓子選集第6巻  全て緑になる日まで』朝日ソノラマ（1986年1月31日刊）
  - 収録作品 -『全て緑になる日まで』・『アポストロフィーS』・『ローズティセレモニー』・『おりしもそのときチャイコフスキーが』・『七月七日に』・『きゃべつちょうちょ』・『さようなら女達』
- 『さようなら女達』 白泉社 、白泉社文庫（1996年3月20日刊）
  - 収録作品 -『さようなら女達』・『おりしもそのときチャイコフスキーが』・『七月七日に』・『いたい棘いたくない棘』・『シンジラレネーション』